# Henri Van Poucke
Pour les articles homonymes, voir Van Poucke.
Henri Van Poucke, né à Sint-Michiels le 9 mai 1906 et mort à Gand le 2 septembre 1991, est un joueur de football international belge actif durant l'entre-deux-guerres. Il joue durant toute sa carrière au Cercle de Bruges en tant que milieu de terrain et remporte deux fois le championnat et une fois la Coupe de Belgique.

## Carrière
Henri Van Poucke fait ses débuts avec le CS brugeois le 28 septembre 1924 à domicile contre le White Star. Il joue peu durant ses deux premières saisons chez les seniors puis obtient une place de titulaire dans l'équipe à partir de la saison 1926-1927, conclue en apothéose pour le Cercle avec un doublé championnat-Coupe. À l'origine milieu offensif, il recule dans le jeu pour jouer comme pare-chocs devant la défense. Devenu un joueur important et un titulaire inamovible dans le onze de base de l'équipe, il ne rate pratiquement aucun match pendant douze ans. Il remporte un nouveau titre de champion de Belgique en 1930 et est appelé à deux reprises en équipe nationale belge en septembre pour disputer deux rencontres amicales.
Par la suite, l'équipe rentre dans le rang et finit en position de relégable en 1936. Pour la première fois de son histoire, le Cercle doit évoluer au deuxième niveau national. Plusieurs joueurs décident de partir vers d'autres clubs ou mettent un terme à leur carrière mais Henri Van Poucke reste fidèle à ses couleurs. Après deux saisons, l'équipe est championne dans sa série et remonte en Division d'Honneur. Le retour parmi l'élite est difficile pour le Cercle et pour Van Poucke qui, gêné par une blessure, dispute son dernier match le 20 novembre 1938.

## Statistiques
| Saison                | Club                  | Championnat           | Championnat | Championnat | Coupe(s) nationale(s) | Coupe(s) nationale(s) | Total | Total |
| Saison                | Club                  | Division              | M.          | B.          | M.                    | B.                    | M.    | B.    |
| 1924-1925             | Cercle Bruges KSV     | Division 1            | 2           | 0           | 0                     | 0                     | 2     | 0     |
| 1925-1926             | Cercle Bruges KSV     | Division 1            | 4           | 0           | 0                     | 0                     | 4     | 0     |
| 1926-1927             | Cercle Bruges KSV     | Division 1            | 24          | 15          | 6                     | 4                     | 30    | 19    |
| 1927-1928             | Cercle Bruges KSV     | Division 1            | 26          | 11          | 0                     | 0                     | 26    | 11    |
| 1928-1929             | Cercle Bruges KSV     | Division 1            | 26          | 3           | 0                     | 0                     | 26    | 3     |
| 1929-1930             | Cercle Bruges KSV     | Division 1            | 26          | 0           | 0                     | 0                     | 26    | 0     |
| 1930-1931             | Cercle Bruges KSV     | Division 1            | 25          | 1           | 0                     | 0                     | 25    | 1     |
| 1931-1932             | Cercle Bruges KSV     | Division 1            | 26          | 2           | 0                     | 0                     | 26    | 2     |
| 1932-1933             | Cercle Bruges KSV     | Division 1            | 26          | 5           | 0                     | 0                     | 26    | 5     |
| 1933-1934             | Cercle Bruges KSV     | Division 1            | 26          | 2           | 0                     | 0                     | 26    | 2     |
| 1934-1935             | Cercle Bruges KSV     | Division 1            | 25          | 1           | 0                     | 0                     | 25    | 1     |
| 1935-1936             | Cercle Bruges KSV     | Division 1            | 25          | 1           | 0                     | 0                     | 25    | 1     |
| 1936-1937             | Cercle Bruges KSV     | Division 2            | 24          | 3           | 0                     | 0                     | 24    | 3     |
| 1937-1938             | Cercle Bruges KSV     | Division 2            | 24          | 2           | 0                     | 0                     | 24    | 2     |
| 1938-1939             | Cercle Bruges KSV     | Division 1            | 7           | 0           | 0                     | 0                     | 7     | 0     |
| Total sur la carrière | Total sur la carrière | Total sur la carrière | 316         | 46          | 6                     | 4                     | 322   | 50    |

## Palmarès
- 2 fois champion de Belgique en 1927 et 1930 avec le Cercle Bruges KSV.
- Vainqueur de la Coupe de Belgique en 1927 avec le Cercle Bruges KSV.
- 1 fois champion de Belgique de Division 2 en 1938 avec le Cercle Bruges KSV.

## Carrière internationale
Henri Van Poucke compte deux convocations en équipe nationale belge, pour autant de matches joués. Il dispute son premier match avec les « Diables Rouges » le 21 septembre 1930 lors d'un match amical contre la Tchécoslovaquie. Il joue un second match une semaine plus tard contre la Suède.
Le tableau ci-dessous reprend toutes les sélections d'Henri Van Poucke. Le score de la Belgique est toujours indiqué en gras.
| Date       | Compétition  | Adversaire      | Lieu   | Score | Remarque |
| ---------- | ------------ | --------------- | ------ | ----- | -------- |
| 21/09/1930 | Match amical | Tchécoslovaquie | Anvers | 2-3   |          |
| 28/09/1930 | Match amical | Suède           | Liège  | 2-2   |          |